# 야구라 후코
야구라 후코(일본어: 矢倉 楓子, 1997년 2월 24일 ~ )는 일본의 아이돌이며, 여성 아이돌 그룹 전 NMB48 팀BII의 멤버이다.
오사카부 출신.

## 내력
2011년
- 5월, 《NMB48 제2기생 오디션》 최종 심사 합격.
- 6월 5일, TOKYO DOME CITY HALL에서 개최된 《놓친 그대들에게~AKB48 그룹 전 공연~》에서, NMB48 제2기 연구생 23명 중 1명으로서 첫 피로한다.
- 8월 13일, 《NMB48 2기생〈PARTY가 시작돼요〉》의 첫날 공연이 개최되어, 선발 멤버 16명 중 1명으로서 극장 공연 데뷔를 한다.
- 10월 19일 발매의 2nd 싱글 〈오 마이 갓!〉에 첫 선발.

2012년
- 1월 26일, NMB48 연구생 29명 중에서 뽑힌 팀M 초기 멤버 16명에 들어, 정규 멤버 승격.
- 10월 9일, NMB48의 2주년 기념 특별 공연 2일째에서, 팀M의 센터로서 피로연되었다[1].
- 11월 25일에 오사카부에서 개최된 오사카 마라톤 2012에 채리티 서포터로서 참가.

2013년
- 4월 28일, 《AKB48 그룹 임시총회~흑백을 가려야 하지 않겠는가~》 최종일 밤공연에서, AKB48 팀A와의 겸임이 발표되어[2], 동일자에 겸임이 개시되었다[3].
- 5월 22일 발매의 AKB48 31st 싱글 〈안녕 크롤〉의 선발 멤버로 뽑혔다.
- 5월부터 6월에 걸쳐 실시된 《AKB48 32nd 싱글 선발 총선거》에서는 16,281표를 획득해 44위가 되어, 넥스트 걸즈로 선출되었다[4].

2014년
- 5월부터 6월에 걸쳐 실시된 《AKB48 37th 싱글 선발 총선거》에서는 18,596표를 획득해 41위가 되어, 넥스트 걸즈로 선출되었다[5].

2015년
- 5월 29일, 팀A 〈연애 금지 조례〉 공연에서의 〈후루하타 나오·야구라 후코를 보내는 회〉를 갖고 AKB48와의 겸임을 종료[6].
- 5월부터 6월에 걸쳐 실시된 《AKB48 41st 싱글 선발 총선거》에서는 40위로, 넥스트 걸즈에 선출되었다[7].

2018년
- 4월 10일, NMB48 극장에서 행해진 졸업 공연으로 인해 NMB48 졸업[8].

## 인물
- 피부가 희고, 어른스럽기 때문에, NMB 멤버로부터 유령같다는 말을 듣고 있다[9].
- 취미는, 소녀 만화를 읽는 것과 음악 감상[9].
- 특기는, 단거리 달리기와 낭독[9].
- 동경하는 여배우는, 요시타카 유리코[10].

### NMB48 관련
- 캐치프레이즈는, 〈원더~(후~!) 파워~(후~!) 하~트(후~!) 모두, 후~후~야. 후 짱이라고 하는 야구라 후코입니다.〉.
- Google+에서의 AKB48 그룹의 부활동에서는 연극부에 소속하고 있다[11].

## NMB48·AKB48에서의 참가곡

### 싱글 CD 선발곡
NMB48 명의
- オーマイガー! / 오 마이 갓!
  - 結晶 / 결정 - 백조 명의
  - 僕は待ってる / 나는 기다리고 있어
- 純情U-19 / 순정 U-19
  - 右へ曲がれ / 오른쪽으로 돌아 - 홍조 명의
- ナギイチ / 나기이치
  - 最後のカタルシス / 최후의 카타르시스 - 백조 명의
- 〈ヴァージニティー 버지니티〉에 수록
  - 砂浜でピストル / 해변에서 피스톨 - 남바 철포대 기지 일 명의
- 北川謙二 / 키타가와 켄지
  - インゴール / 인골
  - 恋愛被害届け / 연애피해신고 - 홍조 명의
  - 冬将軍のリグレット / 동장군의 후회 - 남바 철포대 기지 이 명의
- 僕らのユリイカ / 우리의 유레카
  - 届かなそうで届くもの / 닿지 않을 듯 닿는 것
  - 野蛮なソフトクリーム /  - 홍조 명의
- カモネギックス / 카모네긱스
  - 思わせ光線 / 생각하게 만드는 광선 - 홍조 명의
- 高嶺の林檎 / 높은 산봉우리의 사과
  - プロムの恋人 / 프롬의 연인 - 백조 명의
- らしくない / 답지 않아
  - 右にしてるリング / 오른쪽에 끼고 있는 링 - 팀M 명의
- Don't look back!
  - ハート、叫ぶ。 / 하트, 외치다. - 팀M 명의
- ドリアン少年 / 두리안 소년
  - 僕だけのSecret time / 나만의 Secret time - 팀M 명의
- 〈Must be now〉에 수록
  - 片想いよりも思い出を… / 짝사랑보다도 추억을…
  - Good-bye, Guitar - 팀M 명의

AKB48 명의
- 〈ギンガムチェック 깅엄 체크〉에 수록
  - あの日の風鈴 / 그 날의 풍경 - 웨이팅 걸즈 명의
- 〈永遠プレッシャー 영원 프레셔〉에 수록
  - HA! - NMB48 명의
- 〈So long !〉에 수록
  - Waiting room - 언더 걸즈 명의
- さよならクロール / 안녕 크롤
- 〈恋するフォーチュンクッキー 사랑하는 포춘 쿠키〉에 수록
  - 今度こそエクスタシー / 이번에야 말로 엑스터시 - 넥스트 걸즈 명의
- 〈ハート・エレキ 하트 일렉트릭 기타〉에 수록
  - 快速と動体視力 / 쾌속과 동체 시력 - 언더 걸즈 명의
  - キスまでカウントダウン / 키스까지 카운트다운 - 팀A 명의
- 〈鈴懸の木の道で「君の微笑みを夢に見る」と言ってしまったら僕たちの関係はどう変わってしまうのか、僕なりに何日か考えた上でのやや気恥ずかしい結論のようなもの 플라타너스 나무가 서 있는 길에서 「네 미소가 꿈에 나왔어」라고 말해버린다면 우리들의 관계는 어떻게 변하는 걸까, 나 나름대로 며칠이고 생각해본 후의 조금 부끄러운 결론처럼〉에 수록
  - 君と出会って僕は変わった / 너와 만나 난 변했다 - NMB48 명의
- 〈前しか向かねえ 앞 밖에 보지 않아〉에 수록
  - 昨日よりもっと好き / 어제보다 더 좋아해 - Smiling Lions 명의
- ラブラドール・レトリバー / 래브라도 리트리버
  - 君は気まぐれ / 넌 변덕쟁이 - 팀A 명의
- 〈心のプラカード 마음의 플래카드〉에 수록
  - ひと夏の反抗期 / 어느 여름날의 반항기 - 넥스트 걸즈 명의
- 〈希望的リフレイン 희망적 리프레인〉에 수록
  - 従順なSlave / 고분고분한 Slave - 팀A 명의
  - Ambulance - 백합조 명의
- 〈Green Flash〉에 수록
  - ヤンキーロック / 양키 록
  - パンキッシュ / 펑키시 - NMB48 명의
- 〈ハロウィン・ナイト 할로윈 나이트〉에 수록
  - 水の中の伝導率 / 물 속의 전도율 - 넥스트 걸즈 명의

### 앨범 선발곡
NMB48 명의
- 《てっぺんとったんで! 텟펜 먹었어!》에 수록
  - てっぺんとったんで! / 텟펜 먹었어!
  - 12月31日 / 12월 31일
  - With my soul - 팀M 명의
  - なめくじハート / 달팽이 하트 - 초 아이돌 선발 명의
- 《世界の中心は大阪や ～なんば自治区～ 세계의 중심은 오사카야 ~남바 자치구~》에 수록
  - イビサガール / 이비사걸
  - “生徒手帳の写真は気に入っていない”の法則 / “학생 수첩의 사진은 마음에 들지 않아” 법칙
  - 夏の催眠術 / 여름의 최면술 - 팀M 명의
  - ピーク / 피크

AKB48 명의
- 《1830m》에 수록
  - 青空よ 寂しくないか? / 푸른 하늘이여 외롭지 않은가?
- 《次の足跡 다음 발자국》에 수록
  - ボーイハントの方法 教えます / 보이 헌트의 방법 가르쳐줄게요
  - 確信がもてるもの / 확신하는 것 - 팀A 명의
- 《ここがロドスだ、ここで跳べ! 여기가 로도스다, 여기서 뛰어라!》에 수록
  - Oh! Baby! - 팀A 명의
  - ここがロドスだ、ここで跳べ! / 여기가 로도스다, 여기서 뛰어라!

### 극장 공연 유닛곡
NMB48 명의
2기생 〈PARTY가 시작돼요〉 공연
- スカート、ひらり / 스커트, 휘이익

팀M 1st Stage 〈아이돌의 새벽〉 공연
- 残念少女 / 유감 소녀 (1st UNIT)
- 片思いの対角線 / 짝사랑의 대각선 (2nd UNIT)

팀M 2nd Stage 〈RESET〉 공연
- 制服レジスタンス / 제복 레지스탕스

AKB48 명의
시노다 팀A 웨이팅 공연
- 純愛のクレッシェンド / 순애의 크레셴도 (팀A 4th Stage 〈지금 연애 중〉 공연)

요코야마 팀A 웨이팅 공연
- キャンディー / 캔디 (팀B 5th Stage 〈시어터의 여신〉 공연)

팀A 7th Stage 〈연애 금지 조례〉 공연
- ハート型ウィルス / 하트형 바이러스

## 출연

### 드라마
- 쇼후쿠테이 니카쿠 예력 50주년 기념 드라마 〈단란〉 (2013년 1월 4일, 칸사이 TV) - 야자와 사토미 역
- 마지스카 학원 4 제5 ~ 6화 (2015년 2월 16일 ~ 23일, 닛폰 TV) - 쿠로바라 역
- 마지스카 학원 5 (2015년 8월 25일, 닛폰 TV) - 쿠로바라 역
- 머니의 천사~당신의 돈, 되찾겠습니다~ (2016년 1월 ~ , 요미우리 TV) - 이노우에 아리스 역

### 영화
- NMB48 게닌! THE MOVIE 오와라이 청춘 걸즈! (2013년 8월 1일, 요시모토 크리에이티브 에이전시)
- NMB48 게닌! THE MOVIE 리턴즈 졸업! 오와라이 청춘 걸즈!! 새로운 출발 (2014년 7월 25일, 요시모토 크리에이티브 에이전시)

## 서적

### 캘린더
- 탁상 야구라 후코 2014년 캘린더 (2013년 12월 6일, 하고로모)
- 클리어 파일 부 탁상 야구라 후코 2015년 캘린더 (2014년 12월 13일, 하고로모)